# Boavita
Boavita, es un municipio colombiano ubicado en la Provincia del Norte, del departamento de Boyacá. Dista 184 km de la ciudad de Tunja, capital del departamento.

## Toponimia

### Origen lingüístico[3]
- Familia lingüística: Afroasiática
- Lengua: Árabe

### Significado
La conformación de la palabra Boavita, como término que posiblemente pertenció a la lengua general Muisca, presenta el siguiente acercamiento a los elementos significativos que quizá formaron al vocablo original: /bo/ “dios. /a/ “de, él, ella, ellos”. /vital/ “cumbre, terminación".

### Origen / Motivación
Desde tiempos anteriores a la conquista efectuada por los españoles, existió un caserío indígena que llevaba el nombre de la lengua Chibcha, el cual según la etimología que han estudiado expertos en la materia parece significar Punta del Sol, La punta del cerro consagrado a Dios, o simplemente Puerta de sol.

## Historia
Luego de la Conquista española de la Provincia de Tunja, por títulos de la Real Audiencia del 24 de abril de 1553 y del 19 de diciembre de 1554, se asignó a Pedro Niño González como encomendero de Boavita, introduciendo por vez primera el cultivo de la vid y la palma de dátil en el territorio.
Posteriormente, el 9 de febrero de 1613, el Sr. Hugarte, construyó una capilla en el lugar denominado Patiño que más tarde se traslada al sitio que hoy ocupa, debido la falta de agua y las desfavorables condiciones topográficas del terreno, entre otras causas.
Como en toda fundación española se construyó en el pueblo una plaza principal en cuyo centro se encuentra una pila de agua y construcciones en sus cuatro lados. Han desaparecido del lugar algunas casas, unas por causa de incendio y otras fueron destruidas para ampliar la plaza.
En 1633 Boavita estaba conformado por los territorios que ocupan los actuales municipios de Boavita, La Uvita y San Mateo.
Enero de 1756 corresponde al mes y año en que Juan Fernández se convirtió en el primer alcalde pedáneo de Boavita.

### Los Chulavitas
La vereda Chulavita perteneciente a Boavita es el lugar de origen de los policías Chulavitas, conocidos en Colombia por haber participado en favor del gobierno conservador en el periodo de La Violencia. Además son famosos por numerosos crímenes y excesos durante este periodo.

## Datos generales y geografía

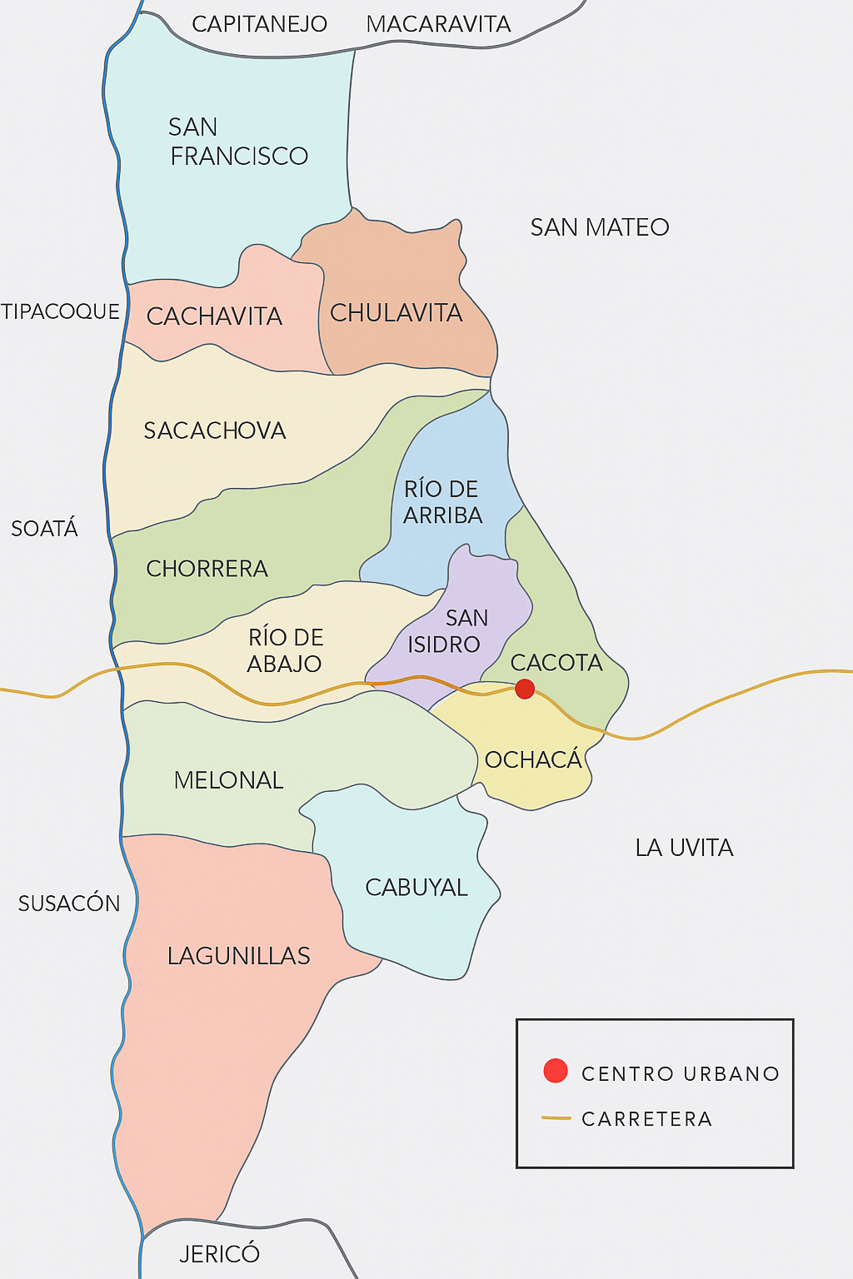
División política de Boavita.

Boavita es el municipio más grande de la Provincia del Norte de Boyacá con una extensión de 221 km² y es el segundo más poblado después de Soatá con 6467 habitantes (censo 2005) cuenta con una altura de 2114 m s. n. m. y una temperatura promedio de 18 °C.
El área rural consta de trece veredas:
- Cabuyal
- Cachavita
- Cácota
- Chorrera
- Chulavita
- Lagunillas
- Melonal
- Ochacá
- Río de Abajo
- Río de Arriba
- Sacachova
- San Francisco
- San Isidro

En general, el territorio de Boavita es quebrado. Como casi todo el territorio de la provincia de Norte, predomina el minifundio y el uso desequilibrado y desigual del suelo: (se destina más tierra para pastos y bosques que para la agricultura). Algunos procesos erosivos y de deforestación están comenzando a generar preocupación.
- Distancia desde Bogotá: 328 km
- Distancia desde Tunja: 187 km
- Distancia desde Duitama: 132 km

Límites del municipio:
Al Norte Limita con el municipio de Capitanejo (Santander), Tipacoque, Macaravita y el Río Nevado, al Oriente con los municipios de San Mateo y La Uvita, al occidente con los Municipio de Tipacoque y Soatá, al sur con el municipio de Susacón y Jericó.

## Economía
- Cultivos: se cultivan palmeras de dátiles, caña de azúcar de varias clases, Tomate, café, algodón, arracacha, batatas, maíz, garbanzos, frijoles, arveja, trigo, habas, papa, tabaco negro y rubio, yuca, cítricos, curuba, durazno, guayaba, mango, plátano y cebada.

- Ganadería: se cría ganado vacuno, caballar, mular, asnal, ovino, caprino y porcino. Boavita cuenta con cerca de 8200 cabezas de ganado vacuno con una producción diaria de leche de 4500 L.

- Minería: explotación subterránea de minas de carbón, también hay yacimientos de calizas y arena.
- Industria: sus principales industrias son la agricultura, la ganadería y la minería del carbón. Fabrican lienzos, alpargatas, sombreros de paja, etc

## Patrona municipal

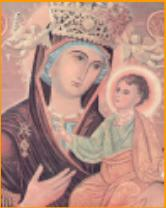
Fotoscopia, Cuadro histórico de la Virgen de la Estrella.

Boavita recibió el título de parroquia el 9 de febrero de 1812. Se veneraba el cuadro de Nuestra Señora del Perpetuo Socorro, de autor anónimo procede según antiquísima tradición de la corte de Felipe II. En Boavita se le colocó una estrella de oro en la frente y desde entonces se le llamó Nuestra Señora de la Estrella.
Este cuadro se conserva en el altar mayor del templo y existe desde tiempos de la Colonia. El Presbítero Lizandro Ronderos dejó consignado en el libro de Bautismos No 21 de la página 225 a la 226, el dato de la consagración de Nuestra Señora de la Estrella como Patrona, según decreto firmado por el señor arzobispo don Bernardino de Almansa, el 22 de julio de 1633.
El acta dice:

En la ciudad de Tunja capital de la Diócesis sábado veintiuno de octubre de mil ochocientos noventa y nueve, tomé institución del curato de chinavita. Beneficio que no había pedido y del cual me veo a partir con la voluntad de Dios, por que según los tiempos que atravesamos no puede esperarse otra cosa de la justicia de los Prelados. Fui cura propio de San Luis en el Tolima, de Tota, de Gameza, de Curití, curato que renuncie para admitir el interinato de Boavita, habiendo llegado a esta parroquia un viernes primero de febrero de mil ochocientos ochenta y cuatro. Durante este largo tiempo logré cumplir con mis deberes como Cura tratando de buscar en todo la prosperidad del pueblo tanto en lo espiritual como en lo material. Por dos veces se dieron misiones, en la última de ellas rindió su vida el R.P. Taborda de la ilustre compañía de Jesús, en esta Iglesia quedan pues sus venerados restos. Por tres veces se hicieron cuarenta horas, fomenté cuando estuvo a mi alcance a devoción de Nuestra señora del Perpetuo Socorro patrona de este lugar nombrada por patrona el día veintidós de julio de mil seiscientos treinta y tres por el santo Arzobispo D. Bernardino de Almanza bajo la advocación de Nuestra Señora de la Estrella pero que es Nuestra Señora del Perpetuo Socorro.
Firma: Lisandro H. Ronderos

A partir de allí ha sido costumbre celebrar las ferias y Fiestas en su honor el día 6 de enero de cada año y su día religioso se celebra el 8 de octubre de cada año a partir del año 2005 concertado por el párroco Padre Alirio Arenales, el señor Alcalde y la Comunidad Boavitana, compromiso que se adquirió en octubre de 2004.

## Fiestas
Todos los años en los primeros días del mes de enero, exactamente en el puente festivo de los Reyes Magos se celebran las ferias y fiestas en honor a La Virgen de la Estrella en donde se realizan diversas actividades como alboradas, retretas, doces, procesiones, vísperas, verbenas, corridas de toros, ferias ganaderas, el tradicional drama de los santos reyes magos, las populares josas y además se puede degustar la comida típica de la región del norte de Boyacá.
Durante las festividades se realizan un sinnúmero de actividades para la ciudadanía y sus visitantes que cada año llegan a presenciarlas, la apertura a las fiestas se da con el pintoresco carnaval de la juventud a las 12 del mediodía el 3 de enero de cada año.

## Lugares típicos
El municipio cuenta con una amplia gama de imponentes paisajes con los cuales tanto sus habitantes como visitantes pueden deleitarse, entre los lugares típicos del municipio se resaltan:
- La Gruta: Monumento ubicado a la entrada del municipio en el cual se divisa la imagen de la celosa guardiana de Boavita.
- Santuario Religioso La Santa Cruz de Sacachova: Este lugar se encuentra ubicado en la parte norte del municipio, dada la altura a la cual llega a estar la persona, desde allí puede divisar municipios tales como Tipacoque, Soatá, La Uvita y Boavita, entre otros. Sin embargo, su atractivo se encuentra en la imponente cruz de metal de 21 metros encontrada en la cima construida con objetivo de magnificar la presencia de un Dios en las alturas.
- Quebrada La Ocalaya: El caudal de esta imponente quebrada dibuja innumerables cascadas, desciende por el costado izquierdo desde Boavita y permite actividades ecoturistas como caminatas, deportes extremos y claramente, si así se desea, sumergirse en sus aguas.

|                       |
| Panorámica de Boavita |